# Bertholdia pseudofumida
Bertholdia pseudofumida is een beervlinder uit de familie van de spinneruilen (Erebidae). De wetenschappelijke naam van de soort is voor het eerst geldig gepubliceerd in 1950 door Lauro Pereira Travassos.